# Stefan Śmigielski (architekt)
Stefan Konrad Śmigielski (ur. 11 marca 1921 w Sosnowcu, zm. 16 września 1990 w Warszawie) – architekt, członek Związku Syndykalistów Polskich w okresie okupacji niemieckiej.

## Życiorys
Urodził się w rodzinie Mariana i Janiny z domu Strzelczyk. Kiedy miał kilka lat, jego rodzice przenieśli się do Kalisza. Tam uczęszczał do szkoły powszechnej, a w 1938 zdał tzw. "małą maturę" w Państwowym Gimnazjum im. Tadeusza Kościuszki. 
W początkowym okresie okupacji niemieckiej zaczął działalność konspiracyjną w Kaliszu. Po dekonspiracji zdołał przedostać się do Warszawy, gdzie podjął pracę robotnika w niemieckiej firmie. Jednocześnie wstąpił do Związku Syndykalistów Polskich, w ramach którego został członkiem oddziału sabotażowo-dywersyjnego „Spec” Oddziałów Szturmowych „Zew”. Uczestniczył w kilku akcjach bojowych. Od 1 sierpnia 1944 brał udział w powstaniu warszawskim w szeregach 3. plutonu 104. kompanii syndykalistów Zgrupowania „Róg”. Miał stopień kaprala podchorążego, ps. „Sielski”. Uczestniczył w krwawych walkach na Starym Mieście, m.in. o katedrę św. Jana i Zamek Królewski. Za odwagę został odznaczony Krzyżem Walecznych. 1 września został ciężko ranny. Po upadku powstania zbiegł z transportu do obozu jenieckiego. 
Wkroczenie wojsk sowieckich zastało go w Łowiczu, skąd wkrótce powrócił do Kalisza, gdzie uczył się w Liceum im. Tadeusza Kościuszki. Po zdaniu matury podjął studia na Wydziale Architektury Politechniki Warszawskiej, uzyskując w 1952 dyplom magistra inżyniera. Pracował w warszawskich biurach projektowych 
W 1955 otrzymał wyróżnienie (zespołowe) Podkomitetu Literatury i Sztuki Nagrody Państwowej Sekcja Architektury i Urbanistyki za osiągnięcia w działalności projektowej i organizacyjnej w pracach nad planem ogólnym i planami szczegółowym i dla miasta Częstochowy. 
Pod koniec swojego życia zawodowego pracował przez kilka lat na kontrakcie w Iraku, gdzie m.in. projektował nowe miasto Al Oain. Na podstawie swoich powstańczych wspomnień napisał książkę pt. Na barykadach Starówki. 104 kompania ZSP-AK w Powstaniu Warszawskim, która ukazała się już po jego śmierci.
Zmarł w Warszawie, pochowany na cmentarzu Powązkowskim (kwatera 112-6-1).